# Vinci construction terrassement
 (août 2018).
Vinci Construction Terrassement est une entreprise fondée le 19 décembre 2008 de la fusion de GTM Terrassement, dont les origines remontent à 1891, et d’Entreprise Deschiron, créée en 1885.
Vinci Construction Terrassement, Filiale du groupe Vinci, est liée pour une grande part à la politique des grandes infrastructures, avec la réalisation d’autoroutes ou de lignes à grande vitesse, comme la LGV Sud Europe Atlantique.

## Historique

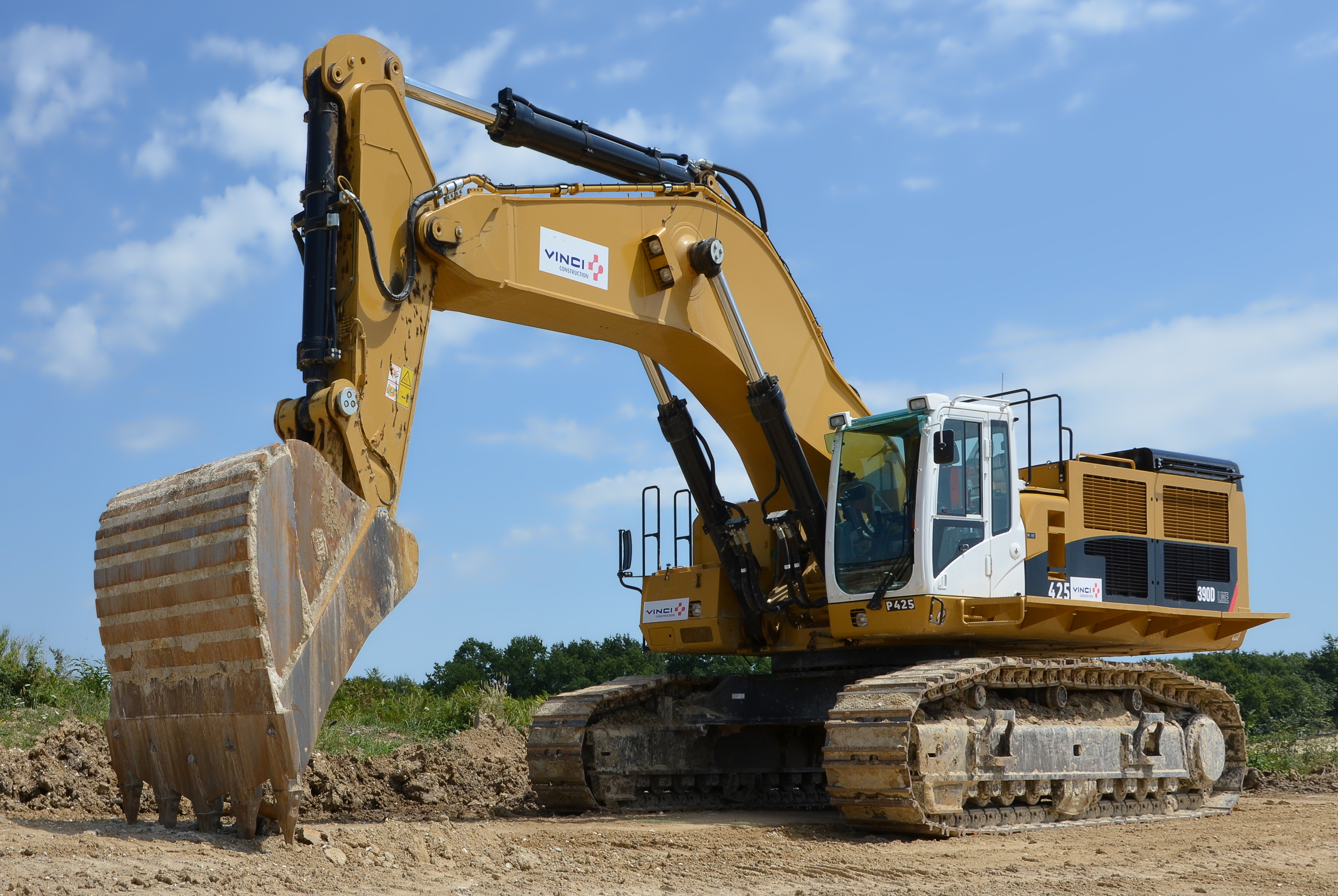
Pelle Caterpillar sur le chantier de la LGV SEA, en 2013

GTM est créée à Marseille à la fin du XIXe siècle pour réaliser les grands travaux de la cité phocéenne. Née en 1885 à l’initiative d’un Creusois, Gaston Deschiron, Entreprise Deschiron participe à la construction de la ligne Maginot et réalise de nombreux ponts[réf. nécessaire]. Après la Libération, elle travaille pour les industries sidérurgiques ainsi que pour EDF[réf. nécessaire]. L’entrée de la SGE dans son capital, en 1958, la spécialise dans les métiers de terrassement[réf. souhaitée]. À la suite du retrait de la famille Deschiron, elle devient une filiale à part entière de la SGE, en 1982. Rattachée dans un premier temps à Sogea, elle passe en 1992 dans l’orbite de Campenon Bernard… pour intégrer Vinci.
Vinci Construction Terrassement est née le 19 décembre 2008 de la fusion de GTM Terrassement, dont les origines remontent à 1891, et d’Entreprise Deschiron, créée en 1885.
L’entreprise est implanté dans chaque région Française via des ateliers ainsi qu’en Europe et dans le monde.